# Fernando Saavedra
Rev. Fernando Saavedra (Sevilha, Espanha, 1847 — Dublin, Irlanda, 1922) foi um padre espanhol da Congregação da Paixão de Jesus Cristo. Saavedra foi ainda um importante teórico do enxadrismo, tendo encontrado uma solução, considerada brilhante, para uma posição dada como rigorosamente empatada, que passou a ser denominada Posição de Saavedra.